# Uránszurokérc
Uránszurokérc más néven az uraninit ásvány, az urán-dioxid (UO2) és az urán-trioxid (UO3) 1:2 arányú sztöchiometrikus keveréke, képletét meg szokták adni U3O8 alakban is. Az uránszurokérc szennyezett más anyagokkal is. Az uránszurokérc másodlagos kőzetként az uraninit (ásvány) bomlásával keletkezik, de a kettő között lényeges különbség nincs. Az urán egyik legrégibb lelőhelye a csehországi Joachimsthal. Az uránszurokérc gyakran tórium-dioxiddal (ThO2) szennyezett. Ennek magyarázata, hogy a ThO2 az urán-dioxiddal izomorf, kristályszerkezetük, felépítésük, morfológiájuk hasonló. Az uraninit szabályos (köbös) rendszerben kristályosodik, az anyakőzetben erek formájában fordul elő, illetve gömbszerű felülettel. Igen ritkán oktogonálisan illetve kockák formájában kristályosodik. Fekete színe van, szurokszerű fénye. Keménysége 5,5, sűrűsége 7,5-9,7 g.cm−3. Elsősorban ércekkel együtt található meg kísérő ásványként. Fő előfordulási helyei az uránszurokérccel együtt: Kongó – Kinshasa és Kasolo környéke, Kanada (Nagy-Medve tó), Norvégia déli része, Oroszország (Karélia), Kirgizisztán, Japán, Csehország (Jáchymov, Příbram), Nigéria, Kenya, Szomália, Dél-afrikai Köztársaság és másutt. Igen jelentékeny lelőhelye van Kazahsztán, Üzbegisztán és Kirgizisztán határvidékén, egyes becslések szerint a világ uránmennyiségének csaknem 15%-a, ez azonban nagyrészt kihasználatlan. Magyarországon kis mértékben fordul elő Pécs környékén. Az uránszurokérc fő szennyezője a tórium-dioxid (ThO2), mellette az ólom-oxid (PbO), de kis mennyiségben tartalmazhat rádiumot (Ra), tóriumot (Th), cériumot (Ce), lantánt (La) és erbiumot (Er).